# 魁北克未來聯盟
魁北克未來聯盟（法語：Coalition Avenir Québec，縮寫CAQ）是加拿大魁北克一个省級政黨，意识形态中間偏右，支持魁北克民族主義和魁北克自治。該黨于2011年由前魁北克人黨內閣成員弗朗索瓦·勒戈和商人夏爾·西華（Charles Sirois）建立，勒戈出任創始黨魁，黨員包括魁北克民族主義者以及支持魁北克留在加拿大的人士。勒戈表示該黨永不會支持舉辦另一輪魁独公投，但如有必要將爭取更多自治權力。
2018年魁北克省选，勒戈領導的未來聯盟拿下魁北克省議會125個席次中的74個，首度上台執政。新政府承諾削弱政府和減少移民。

## 歷史

### 2011年-2018年：早期發展
2011年2月，勒戈與西華創辦非牟利組織魁北克未來聯盟（Coalition pour l'avenir du Québec），而該組織則於同年11月正式組結為政黨，法文名簡化為（CAQ），勒戈出任創始黨魁。
CAQ和魁北克民主行動黨（ADQ）於2011年12月13日宣布原則上同意兩黨合併，有待ADQ黨員投票通過。同月19日，兩名前魁人黨省議員和兩名前ADQ省議員宣布加入CAQ，成為CAQ首批在任省議員。再多一名魁人黨省議員於2012年1月宣布轉投CAQ，令CAQ省議會黨團上升至五人。ADQ於2012年1月21日公布黨員投票結果，70%黨員選票支持與CAQ合併，投票率為54%。ADQ餘下四名省議員遂加入CAQ，後者省議會黨團上升至九人。
在2012年9月舉行的省選中，CAQ贏取19個議席成為省議會第三大黨。該黨得票率為27%，僅落後官方反對黨自由黨數個百分點。
CAQ在2014年4月舉行的省選中贏取22個議席，仍為省議會第三大黨。選前勒戈表示不會為魁北克城内全新室内溜冰場和劇院等項目提供省府撥款，加上當地反對魁人黨的選民策略投票影響，導致CAQ流失當地支持，原本由該黨控制的六個首府地區議席有四個轉投自由黨。然而，CAQ在洛朗蒂德區、拉諾迪耶爾區和蒙泰雷吉區進帳七席，加上在紹迪耶爾-阿巴拉契亞區和中魁北克區表現穩定，足以抵銷在首府地區的損失，並在總議席數目增加三席。

### 2018年至今：執政黨
2018年省選，勒戈帶領CAQ贏取74個議席，首次成為執政黨並獲取多數政府地位。這是魁省自1966年省選以來，首次由自由黨和魁人黨以外政黨籌組政府。CAQ分別於2018年12月和2019年12月舉行的補選中獲勝，省議會議席總數上升至76席。

## 意識形態和政策
CAQ宣稱不屬左翼或右翼，但有媒體形容該黨以魁北克標準來説可算中間偏右和民粹主義。該黨成員包括前聯邦保守黨黨員、前魁北克自由黨黨員和前魁北克人黨黨員。CAQ的經濟政策與魁北克自由黨相若，社會政策則較該黨右傾。
CAQ主張魁北克政府向教育系統投放資源，並鼓勵醫療系統局部分權化。該黨承諾進一步啟發魁北克的創業精神，並向私人企業提供相關政府資源。該黨亦支持財政緊縮政策，以讓政府有足夠彈性應對持續性經濟轉變；其中一項具體建議為不填補魁北克水電公司六千個空缺職位。
該黨雖不支持魁獨，但支持魁北克民族主義。過去曾屬堅定魁獨派的勒戈於2014年表示，CAQ若掌政的話不會再次舉辦魁獨公投。另一方面，勒戈謂CAQ掌政下將代表魁北克向聯邦政府爭取更多權力，並強調該黨不會廢除主宰魁北克語言政策的《法語憲章》（即第101號法案）。
從CAQ的角度而言，魁北克的定義來自其歷史文化、法語語境、民主理念、世俗政體和男女平等觀念。該黨支持禁止從事權威職位的公務人員（包括教師）佩帶具有宗教性質的飾物。該黨亦支持透過跨文化主義讓新移民融入主流社會，並期望魁北克可從多項加拿大多元文化主義政策豁免。CAQ於2018年提出削減魁北克移民配額20%，至每年四萬人，但計劃在2022年將之提升至每年五萬二千人。

## 省議會選舉表現
| 選舉年份 | 黨魁          | 得票      | 得票率 | 席次     | 增減 | 排名   | 議會角色 |
| -------- | ------------- | --------- | ------ | -------- | ---- | ------ | -------- |
| 2012年   | 弗朗索瓦·勒戈 | 1,180,235 | 27.05  | 19 / 125 | ▲ 12 | ━ 第三 | 第三大黨 |
| 2014年   | 弗朗索瓦·勒戈 | 975,607   | 23.05  | 22 / 125 | ▲ 3  | ━ 第三 | 第三大黨 |
| 2018年   | 弗朗索瓦·勒戈 | 1,509,427 | 37.42  | 74 / 125 | ▲ 53 | ▲ 第一 | 多數政府 |
| 2022年   | 弗朗索瓦·勒戈 | 1,685,573 | 40.98  | 90 / 125 | ▲ 14 | ▲ 第一 | 多數政府 |

## 外部連結
- 官方網站 （页面存档备份，存于）
- 魁省政治網 （页面存档备份，存于）